# Лымарев, Александр Андреевич
Александр Андреевич Лымарев (род. 18 января 1983, Москва, СССР) — российский актёр.

## Биография
Родился 18 января 1983 года в Москве. С пяти лет он занимался степом. Его первым учителем был прадедушка — народный артист РСФСР С. А. Русанов. В 1993 году начал заниматься степом у заслуженного артиста России В. И. Кирсанова. В 1996 году на чемпионате Европы по степу завоевал бронзовую медаль, что было его первым большим успехом. В 1997 году вместе с ещё одним учеником Кирсанова, Антоном Молотковым создал степ-дуэт «Братья ПарАвозовы». На протяжении семи лет дуэт выступал со своей программой в ночных клубах Москвы. Первое их выступление состоялось в ресторане «Тропикана».
Есть брат бас-гитарист, который играет у певицы «Глюкоза».
Учился в московской средней школе №201 имени Героев Советского Союза Зои и Александра Космодемьянских. На выбор профессии повлияла классный руководитель, Заслуженный учитель школы РСФСР З.Н. Кулакова. Учителем физики был Заслуженный учитель школы РСФСР и увлечённый фотограф Г. М. Черных. По совету В. И. Кирсанова, с 15 лет начал серьёзно готовиться к поступлению в театральное училище. В 1999 году по окончании школы поступил на актёрский факультет Международного славянского института на курс Ю. М. Авшарова. По окончании 1-го курса получил приглашение от Р. Овчинникова перевестись в Театральное училище имени Б. В. Щукина на его курс. Окончил училище в 2003 году.
Увлекается фотографией, компьютером и графикой.

## Творческая деятельность
В 2003 году, учась на последнем курсе, снялся в фильме режиссёра Леонида Марягина «Здравствуй, столица!» в главной роли Севы Мокшина. В том же году снялся в главной роли в криминальной мелодраме «Медовый месяц».
Настоящую популярность принесла роль Михаила Медведева в сериале «Солдаты», который вышел в 2004 году на телеканале РЕН ТВ.
В 2006 году снялся в главной роли сына киевского губернатора Марка Задухи в фильме украинского режиссёра Александра Кириенко «Оранжевое небо».
С 2007 года играет в ряде антрепризных спектаклей.
Снимался в культовом скрипт-сериале «Гадалка».

### Фильмография
- 2003 — Здравствуй, столица! — Сева Мокшин
- 2003 — Медовый месяц — Женя
- 2003 — Пятый ангел — эпизодическая роль
- 2004-2006 — Солдаты 1-3, 5-10 — рядовой/младший сержант/сержант, затем бизнесмен, депутат Михаил Медведев
- 2005 — Аэропорт — растаман Алик
- 2006 — Плата за любовь (Аве Мария) — Михаил Лихачёв
- 2006 — Оранжевое небо / укр. Помаранчеве небо — Марк Задуха
- 2006 — Рельсы счастья — Сергей, дезертир
- 2006 — Угон — Саня
- 2007 — Возвращение Турецкого — Андрей Черкасов (серия «Граффер»)
- 2007 — Нулевой километр — Костя
- 2007 — Свой-чужой — Егор Якушев
- 2008 — Застава Жилина — Павел Юрьевич Жилин
- 2008 — Божья матерь в кровавых снегах — Илья
- 2008 — Игра — вратарь Цыбинский
- 2008 — Платон — Антон
- 2008—2010 — Обручальное кольцо — Володя, бывший водитель Гаврилова
- 2011 — Товарищи полицейские — Михаил Гурин
- 2011 — Операция «Горгона» — мотоциклист Ваня, старший лейтенант по званию, циркач-каскадёр
- 2011 — Я тебя никогда не забуду — Бажан Андрей
- 2015 — Чужое лицо — Андрей
- 2018 — Жёлтый глаз тигра — Тимофей, сотрудник ФСБ
- 2019 — Гадалка (861-я серия) — Владимир
- 2020 — Калашников — старший лейтенант Анатолий

След(ладья Харона)-участковый

### Работы в театре
- «Сказки старого Арбата»
- «Самая, самая»
- «Барин, пора жениться»
- «Семейная фотография»[2]

## Награды
- Бронзовый призёр Чемпионата Европы по степу (1996)
- Приз в номинации «За лучшую мужскую роль» VI Международного фестиваля продюсерских фильмов в Ялте за роль в художественном фильме «Оранжевое небо» (2006)
- Приз «Золотая Звезда» общественного жюри XVI кинофестиваля «Созвездие» города Тверь в номинации «За лучшую мужскую роль» за роль Кости в фильме «Нулевой километр» (2008)[3]